# George M. Curtis
George Martin Curtis (ur. 1 kwietnia 1844 w Oxfordzie, zm. 9 lutego 1921 w Clintonie) – amerykański polityk, członek Partii Republikańskiej.

## Działalność polityczna
W okresie od 4 marca 1895 do 3 marca 1899 przez dwie kadencje był przedstawicielem 2. okręgu wyborczego w stanie Iowa w Izbie Reprezentantów Stanów Zjednoczonych.